# Walter Bollag
Walter Bollag (* 13. Oktober 1911 in Zürich; † Juli 2004) war ein Schweizer Unternehmer.

## Leben und Werk
Bollags Vorfahren waren seit dem 17. Jahrhundert in Endingen ansässig und erhielten 1874/1875 das Schweizer Bürgerrecht.
Walter Bollag wuchs in Zürich und ab 1922 in Frauenfeld auf, wo er die Kantonsschule Frauenfeld besuchte. Anschliessend absolvierte er eine Lehre in einer Weberei in Basel.
Bollag begann im Keller des elterlichen Detailhandelsgeschäfts mit der Herstellung von Damenkleidern und gründete 1932 sein eigenes Textilunternehmen, die «Walter Bollag AG».
Die Kleider wurden in Heimarbeit und in den Filialen in Zürich und St. Gallen hergestellt. Ab 1940 wurden auch Herrenkleider produziert, und in Spitzenzeiten arbeiteten an verschiedenen Standorten über 1000 Personen im Unternehmen. Bollag beschäftigte sich in der Hauptsache mit Einkauf, Produktion und Verkauf. Seine Kleider wurden vor allem nach Deutschland und Skandinavien exportiert.
Bollag heiratete 1942 Madeleine, geborene Wyler aus Basel. Zusammen hatten sie fünf Kinder. Während des Zweiten Weltkrieges engagierten sich Bollag und seine Familie, indem sie dem «Israelitischen Gemeindebund» in Kreuzlingen und Winterthur namhafte Beträge sowie zahlreiche Sachspenden, vor allem Kleider, zukommen liessen. Auch nahmen sie Flüchtlinge bei sich auf.
Um sein Geschäft vor der Schliessung zu bewahren, musste Bollag es in den 1970er Jahren an ein deutsches Unternehmen verkaufen. Die unter der bisherigen Firmenbezeichnung weitergeführte Damenmäntel- und -jupes-Fabrik zählte 1980 nur noch 80 Mitarbeiter. Der Betrieb stellte 1990 die Produktion ein, die Firma führte jedoch den Handel mit Damenkonfektion fort.